# Aloe hazeliana
Aloe hazeliana ist eine Pflanzenart der Gattung der Aloen in der Unterfamilie der Affodillgewächse (Asphodeloideae). Das Artepitheton hazeliana ehrt Hazel O. Munch (geborene Elske) (1912–2001).

## Beschreibung

### Vegetative Merkmale
Aloe guillaumetii wächst stammbildend und verzweigt spärlich von der Basis aus. Die Stämme erreichen eine Länge von bis zu 50 Zentimeter und sind 1,5 Zentimeter dick. Die etwa zwölf linealischen, lang zugespitzten Laubblätter sind zerstreut zweizeilig entlang der Stämme auf 15 Zentimetern angeordnet. Die leuchtend grüne Blattspreite ist bis zu 20 Zentimeter lang und 1 bis 1,5 Zentimeter breit. Ihre Spitze ist stumpf. Auf ihr befinden sich gelegentlich nahe der Basis wenige kleine zerstreute elliptische, hellgrüne Flecken. Die festen, weißen Zähne am schmalen, durchscheinendem Blattrand sind 0,5 Millimeter lang und stehen 5 Millimeter voneinander entfernt. Auf den 10 bis 15 Millimeter langen Blattscheiden befinden sich viele Flecken.

### Blütenstände und Blüten
Der einfache Blütenstand erreicht eine Länge von 30 bis 40 Zentimeter. Die lockeren, zylindrischen Trauben sind 8 bis 10 Zentimeter lang und 4 Zentimeter breit. Sie bestehen aus etwa 18 Blüten. Die eiförmig-spitzen, leicht fleischigen Brakteen weisen eine Länge von 4 Millimeter auf und sind 3 Millimeter breit. Die scharlachroten, grün gespitzten Blüte stehen an bis zu 13 Millimeter langen Blütenstielen. Die Blüten sind 25 Millimeter lang und an ihrer Basis kurz verschmälert. Auf Höhe des Fruchtknotens weisen die Blüten einen Durchmesser von 6 Millimeter auf. Darüber sind sie zur Mündung nicht erweitert. Ihre äußeren Perigonblätter sind nicht miteinander verwachsen. Die Staubblätter und der Griffel ragen kaum aus der Blüte heraus.

## Systematik und Verbreitung
Aloe hazeliana ist im Grenzgebiet zwischen Mosambik und Simbabwe in Humustaschen und Felsspalten in Höhen von 1200 bis 2100 Metern verbreitet.
Die Erstbeschreibung durch Gilbert Westacott Reynolds wurde 1959 veröffentlicht. Es werden folgende Varietäten unterschieden:
- Aloe hazeliana var. hazeliana
- Aloe hazeliana var. howmanii (Reynolds) S.Carter

## Nachweise